# Liste der Museen in Neuseeland
Diese nach Regionen geordnete Liste der Museen in Neuseeland umfasst alle Museen und vergleichbaren Einrichtungen in Neuseeland.

## Auckland
- Auckland Art Gallery
- Auckland War Memorial Museum
- Gow Langsford Gallery
- Gus Fisher Gallery
- Howick Historical Village
- Kelly Tarlton’s Sea Life Aquarium
- Kinder House and Ewelme Cottage
- Museum of Transport and Technology
- Pah Homestead
- Torpedo Bay Navy Museum
- Voyager New Zealand Maritime Museum

## Bay of Plenty
- Classic Flyers Museum
- New Zealand Māori Arts and Crafts Institute
- Rotorua Museum
- Te Wairoa

## Canterbury
- Air Force Museum of New Zealand
- Canterbury Museum, Christchurch
- Centre of Contemporary Art
- Christchurch Art Gallery
- Ferrymead Heritage Park
- Plains Vintage Railway
- Pleasant Point Museum and Railway
- Yaldhurst Museum

## Hawke’s Bay
- Napier Prison

## Manawatu-Wanganui
- National Army Museum (New Zealand)
- New Zealand Rugby Museum
- Sarjeant Gallery
- Te Manawa
- Waimarino Museum

## Marlborough
- Edwin Fox (Schiff)
- Omaka Aviation Heritage Centre

## Nelson
- Nelson Provincial Museum
- World of Wearable Art

## Northland
- Butler Point Whaling Museum
- Kauri Museum
- Kerikeri Mission House
- Pompallier House
- Stone Store
- Te Waimate Mission House
- Treaty House

## Otago
- Cadbury World
- Dunedin Public Art Gallery
- Larnach Castle
- The Libratory
- New Zealand Fighter Pilots Museum
- New Zealand Sports Hall of Fame
- Olveston (house)
- Otago Museum
- Otago Settlers Museum

## Southland
- Bluff Maritime Museum
- Eastern Southland Gallery
- Southland Museum and Art Gallery

## Taranaki
- Aotea Utanganui – Museum of South Taranaki
- Govett-Brewster Art Gallery
- Puke Ariki

## Waikato
- Beale Cottage
- Waikato Museum

## Wellington
- Adam Art Gallery
- City Gallery Wellington
- Cobblestones Museum
- The Colonial Cottage Museum
- Fell Engine Museum
- Katherine Mansfield Birthplace
- Museum Hotel de Wheels
- Museum of New Zealand Te Papa Tongarewa
- Wellington Museum
- New Zealand Olympic Museum
- Pahiatua Railcar Society
- Porirua Lunatic Asylum
- Southward Car Museum
- Wairarapa Railway Restoration Society
- Wellington and Manawatu Railway Trust
- Wellington Tramway Museum